# Колонщинська сільська рада
| Колонщинська сільська рада — орган місцевого самоврядування у Макарівському районі Київської області з адміністративним центром у с. Колонщина. Сільській раді підпорядковані населені пункти: - с. Колонщина - с. Березівка - с. Мар'янівка - с. Миколаївка |

## Склад ради
Рада складається з 16 депутатів та голови.

### Керівний склад ради
| ПІБ                    | Основні відомості                                                                           | Дата обрання | Дата звільнення |
| ---------------------- | ------------------------------------------------------------------------------------------- | ------------ | --------------- |
| Пелешок Юлія Василівна | Сільський голова, 1962 року народження, освіта, Всеукраїнське об'єднання «Батьківщина»      | 26.03.2006   | 31.10.2010      |
| Пелешок Юлія Василівна | Сільський голова, 1962 року народження, освіта вища, Всеукраїнське об'єднання «Батьківщина» | 31.10.2010   |                 |

Примітка: таблиця складена за даними джерела